# Leyes de Neutralidad
Las Leyes de Neutralidad son una serie de leyes aprobadas por el Congreso de Estados Unidos en la década de 1930 en respuesta a la creciente conflictividad en Europa y Asia que llevaría finalmente a la Segunda Guerra Mundial. Fueron generadas por el fuerte sentimiento aislacionista en Estados Unidos que siguió a su costosa participación en la Primera Guerra Mundial y sancionadas para asegurar que EE. UU no se viera nuevamente involucrado en conflictos externos, especialmente en Europa.
Las consecuencias de las leyes de Neutralidad son generalmente vistas como negativas: no hacían distinción entre agresor y víctima, tratando a ambos como «beligerantes»; y limitaron al gobierno estadounidense para ayudar a Gran Bretaña contra la Alemania Nazi, hasta que la declaración formal de guerra en diciembre de 1941 las volvieron irrelevantes.
Las leyes establecían que el presidente podía invocarlas si pensaba que una situación de guerra existía en un caso particular. Esto brindó al Presidente Franklin D. Roosevelt una brecha que fue cuidadosamente aprovechada para asegurarse de que los países aliados no fueran penalizados debido a sus actos de guerra.

## Ley de Neutralidad de 1935
La Ley de Neutralidad de 1935 prohibió a los ciudadanos estadounidenses vender armas a los países beligerantes en una guerra internacional. Fue dictada como resultado de la invasión de Italia a Etiopía. Sin embargo, la ley no establecía límites para el comercio de materias primas como acero y petróleo.

## Ley de Neutralidad de 1936
La Ley de Neutralidad de 1936 fue aprobada en febrero de ese año con el fin de cerrar las brechas que existían en la Ley de 1935 prohibiendo el comercio de materiales bélicos, así como créditos o préstamos para los países beligerantes.

## Leyes de Neutralidad de 1937
Dos leyes de Neutralidad fueron aprobadas en 1937 (en febrero y mayo) en respuesta a la guerra civil española, caso no contemplado en las leyes anteriores debido a que aquellas se referían a guerras entre estados y no a conflictos internos. Promovidas por el aislacionista senador republicano Arthur H. Vandenberg, establecieron restricciones a las empresas e individuos estadounidenses de asistir a los beligerantes, prohibiendo incluso que los ciudadanos estadounidenses viajaran en buques de países en guerra.
Cuando Japón invadió China en julio de 1937, dando inicio a la segunda guerra sino-japonesa, el presidente Roosevelt decidió no invocar las leyes de Neutralidad al no calificar la lucha como un estado de guerra. De ese modo se aseguró que los esfuerzos de China por defenderse no serían dificultados por la legislación estadounidense.

## Ley de Neutralidad de 1939

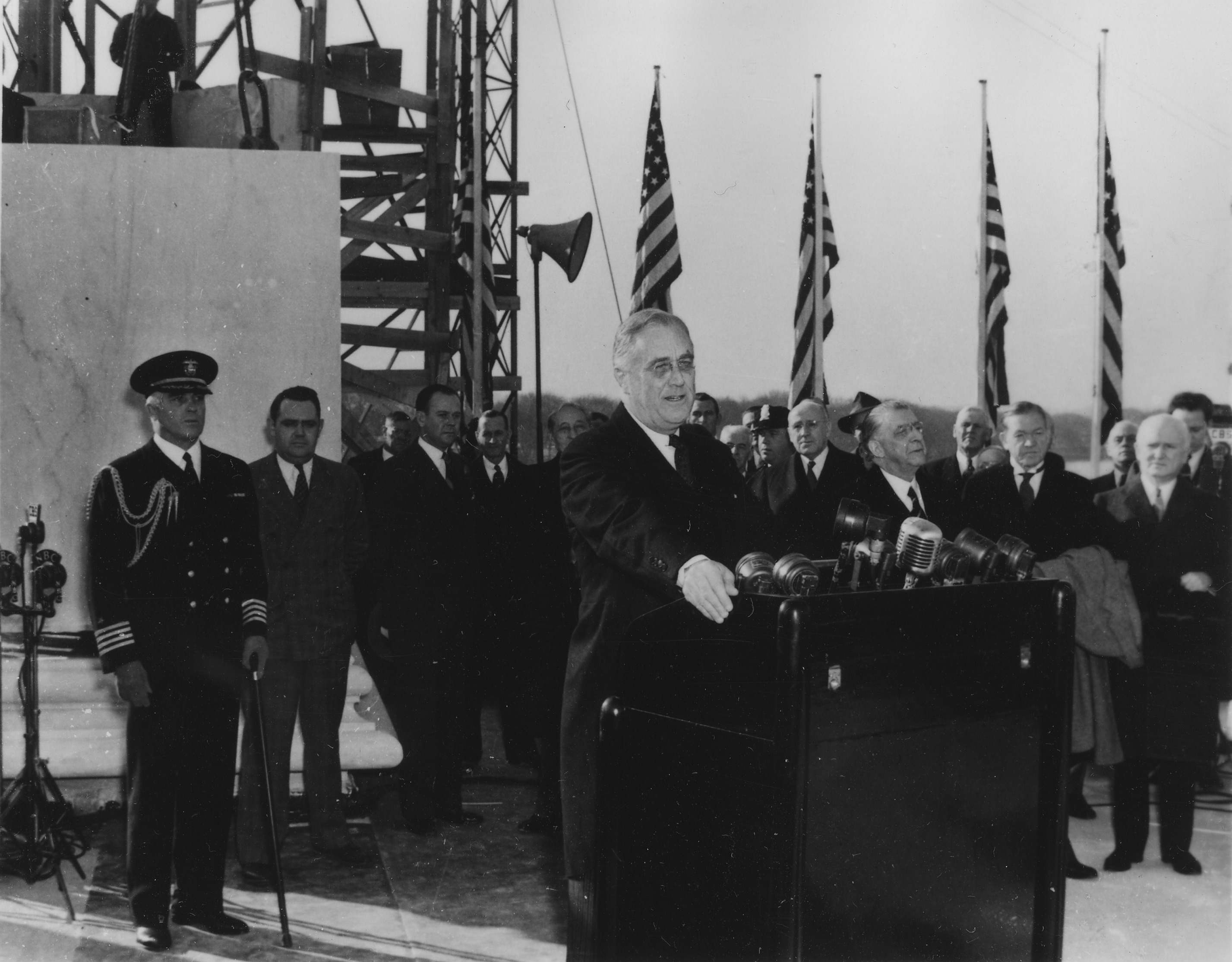
El presidente Franklin D. Roosevelt en el acto de colocación de la primera piedra del Monumento a Jefferson en Washington D. C. celebrado el 14 de noviembre de 1939, sólo diez días después de la firma de la Ley cash and carry.

La Ley de Neutralidad de 1939 fue aprobada el 4 de noviembre, reformando la legislación existente, para adaptarla a la ya iniciada guerra de la Alemania Nazi contra los países democráticos europeos. Si bien la ley permitía que todos los beligerantes pudieran obtener suministros en tanto utilizaran el sistema cash «cash and carry» (pago en efectivo y transporte por cuenta del comprador), esto beneficiaba en cierto modo a Gran Bretaña y Francia debido a que controlaban las líneas navieras. La ley prohibía a los buques estadounidenses ingresar a zonas de combate y a sus ciudadanos embarcarse en buques de países beligerantes. La ley fue reformada en noviembre de 1941 para remover todas estas restricciones como paso previo a la Ley Lend-Lease.